# マジックキャッスル (競走馬)
マジックキャッスル（欧字名:Magic Castle、2017年3月3日 - ）は、日本の競走馬。2021年の愛知杯の勝ち馬である。
馬名の意味は、魔法の城。

## 戦績

### 2歳（2019年）
7月13日福島の新馬戦（芝1200m）で戸崎圭太を背にデビュー。中団追走から鋭く脚を伸ばすとミコハーンに4馬身差をつけ1番人気に応える。9月29日中山のサフラン賞（1勝クラス）では好位追走から直線で一旦は先頭に立つもマルターズディオサにクビ差かわされ2着。重賞初挑戦となった11月2日のファンタジーステークスでは道中後方追走から直線で懸命に追い上げるもレシステンシアの2着に終わり、2歳シーズンを終える。

### 3歳（2020年）
2月15日のクイーンカップから始動。後方追走から直線追い込んでくるもクビ差届かずまたもや2着。4月12日の桜花賞では終始後方のまま見せ場なく12着大敗。5月24日の優駿牝馬でも5着に敗れた。
秋に入り、9月12日の紫苑ステークスは中団から追い上げてきたが4着と惜敗。10月18日の秋華賞では10番人気での出走となり、レースではデアリングタクトをマークする形で中団後方を追走し、最後の直線で鋭く脚を伸ばし2着に入った。レース後は休養に入った。

### 4歳（2021年）
1月16日の愛知杯に2番人気で出走。中団のやや後ろで脚を溜めると最後の直線では先に抜け出したランブリングアレーをクビ差差し切って重賞初制覇を果たした。続く阪神牝馬ステークスでは道中後方追走から直線で馬場のインを突いてくるもデゼルの2着となった。5月16日のヴィクトリアマイルでは中団追走から脚を伸ばすもグランアレグリアの3着と敗れた。その後、8月1日のクイーンステークスに1番人気で出走。好位追走から最後の直線で先頭に立つも、後方から追い込んできたテルツェットに交わされて2着となった。10月16日の府中牝馬ステークスでは1番人気に推されるも見せ場なく15着と大敗した。

### 5歳（2022年）
5歳初戦として連覇がかかった愛知杯に出走するも9着。その後も惨敗が続き、7月31日のクイーンステークス13着が最後のレースとなった。2022年8月21日付けでJRA競走馬登録を抹消され現役を引退した。引退後は北海道千歳市の社台ファームで繁殖牝馬となる。

## 競走成績
以下の内容は、JBISサーチおよびnetkeiba.comに基づく。
| 競走日     | 競馬場 | 競走名        | 格   | 距離（馬場）  | 頭 数 | 枠 番 | 馬 番 | オッズ （人気） | 着順 | タイム （上り3F） | 着差 | 騎手          | 斤量 [kg] | 1着馬（2着馬）         | 馬体重 [kg] |
| ---------- | ------ | ------------- | ---- | ------------- | ----- | ----- | ----- | --------------- | ---- | ----------------- | ---- | ------------- | --------- | ---------------------- | ----------- |
| 2019.07.13 | 福島   | 2歳新馬       |      | 芝1200m（良） | 16    | 7     | 13    | 001.80（1人）   | 01着 | R1:10.3（34.8）   | -0.7 | 0戸崎圭太     | 54        | （ミコハーン）         | 424         |
| 0000.09.29 | 中山   | サフラン賞    | 1勝  | 芝1600m（良） | 9     | 5     | 5     | 004.20（2人）   | 02着 | R1:34.3（34.2）   | -0.0 | 0戸崎圭太     | 54        | マルターズディオサ     | 432         |
| 0000.11.02 | 京都   | ファンタジーS | GIII | 芝1400m（良） | 15    | 7     | 12    | 004.40（1人）   | 02着 | R1:20.9（34.6）   | -0.2 | 0戸崎圭太     | 54        | レシステンシア         | 428         |
| 2020.02.15 | 東京   | クイーンC     | GIII | 芝1600m（良） | 14    | 6     | 9     | 005.80（4人）   | 02着 | R1:34.0（33.4）   | -0.0 | 0S.フォーリー | 54        | ミヤマザクラ           | 430         |
| 0000.04.12 | 阪神   | 桜花賞        | GI   | 芝1600m（重） | 18    | 7     | 13    | 024.40（4人）   | 12着 | R1:37.6（37.8）   | -1.5 | 0浜中俊       | 55        | デアリングタクト       | 424         |
| 0000.05.24 | 東京   | 優駿牝馬      | GI   | 芝2400m（良） | 18    | 6     | 12    | 107.6（14人）   | 05着 | R2:24.8（33.4）   | -0.4 | 0浜中俊       | 55        | デアリングタクト       | 422         |
| 0000.09.12 | 中山   | 紫苑S         | GIII | 芝2000m（稍） | 18    | 1     | 2     | 009.90（6人）   | 04着 | R2:02.3（35.2）   | -0.2 | 0浜中俊       | 54        | マルターズディオサ     | 422         |
| 0000.10.18 | 京都   | 秋華賞        | GI   | 芝2000m（稍） | 18    | 6     | 12    | 056.9（10人）   | 02着 | R2:00.8（35.5）   | -0.2 | 0大野拓弥     | 55        | デアリングタクト       | 432         |
| 2021.01.16 | 中京   | 愛知杯        | GIII | 芝2000m（良） | 18    | 8     | 18    | 006.30（2人）   | 01着 | R1:58.7（35.4）   | -0.0 | 0戸崎圭太     | 54        | （ランブリングアレー） | 444         |
| 0000.04.10 | 阪神   | 阪神牝馬S     | GII  | 芝1600m（良） | 12    | 4     | 4     | 004.30（2人）   | 02着 | R1:32.0（32.4）   | -0.0 | 0大野拓弥     | 54        | デゼル                 | 430         |
| 0000.05.16 | 東京   | ヴィクトリアM | GI   | 芝1600m（良） | 18    | 1     | 1     | 014.70（5人）   | 03着 | R1:31.7（33.5）   | -0.7 | 0戸崎圭太     | 55        | グランアレグリア       | 434         |
| 0000.08.01 | 函館   | クイーンS     | GIII | 芝1800m（良） | 12    | 5     | 6     | 002.40（1人）   | 02着 | R1:47.9（35.6）   | -0.1 | 0戸崎圭太     | 56        | テルツェット           | 434         |
| 0000.10.16 | 東京   | 府中牝馬S     | GII  | 芝1800m（良） | 18    | 7     | 13    | 003.70（1人）   | 15着 | R1:46.8（34.5）   | -1.2 | 0戸崎圭太     | 54        | シャドウディーヴァ     | 444         |
| 2022.01.15 | 中京   | 愛知杯        | GIII | 芝2000m（良） | 16    | 1     | 2     | 007.60（4人）   | 09着 | R2:01.6（34.5）   | -0.6 | 0C.ルメール   | 56        | ルビーカサブランカ     | 452         |
| 0000.04.09 | 阪神   | 阪神牝馬S     | GII  | 芝1600m（良） | 12    | 8     | 12    | 005.50（4人）   | 05着 | R1:33.2（33.6）   | -0.4 | 0浜中俊       | 54        | メイショウミモザ       | 442         |
| 0000.05.15 | 東京   | ヴィクトリアM | GI   | 芝1600m（良） | 18    | 2     | 4     | 038.6（11人）   | 17着 | R1:33.5（33.9）   | -1.3 | 0戸崎圭太     | 55        | ソダシ                 | 442         |
| 0000.07.31 | 札幌   | クイーンS     | GIII | 芝1800m（良） | 14    | 4     | 5     | 028.8（10人）   | 13着 | R1:48.8（34.4）   | -1.0 | 0浜中俊       | 57        | テルツェット           | 434         |

## 繁殖成績
|      | 馬名                     | 生年   | 性 | 毛色 | 父     | 馬主 | 厩舎 | 戦績 |
| ---- | ------------------------ | ------ | -- | ---- | ------ | ---- | ---- | ---- |
| 初仔 | マジックキャッスルの2024 | 2024年 | 牝 | 鹿毛 | ナダル |      |      |      |

- 2024年9月26日現在

## 血統表
| マジックキャッスルの血統        | マジックキャッスルの血統                                | マジックキャッスルの血統                                | （血統表の出典）                                        | （血統表の出典） |
| 父系                            | サンデーサイレンス系                                    | サンデーサイレンス系                                    | サンデーサイレンス系                                    | [ § 2 ]          |
| 父 ディープインパクト 2002 鹿毛 | 父の父*サンデーサイレンス Sunday Silence 1986 青鹿毛    | Halo                                                    | Hail to Reason                                          | Hail to Reason   |
| 父 ディープインパクト 2002 鹿毛 | 父の父*サンデーサイレンス Sunday Silence 1986 青鹿毛    | Halo                                                    | Cosmah                                                  |                  |
| 父 ディープインパクト 2002 鹿毛 | 父の父*サンデーサイレンス Sunday Silence 1986 青鹿毛    | Wishing Well                                            | Understanding                                           | Understanding    |
| 父 ディープインパクト 2002 鹿毛 | 父の父*サンデーサイレンス Sunday Silence 1986 青鹿毛    | Wishing Well                                            | Mountain Flower                                         |                  |
| 父 ディープインパクト 2002 鹿毛 | 父の母*ウインドインハーヘア Wind in Her Hair 1991 鹿毛  | Alzao                                                   | Lyphard                                                 | Lyphard          |
| 父 ディープインパクト 2002 鹿毛 | 父の母*ウインドインハーヘア Wind in Her Hair 1991 鹿毛  | Alzao                                                   | Lady Rebecca                                            |                  |
| 父 ディープインパクト 2002 鹿毛 | 父の母*ウインドインハーヘア Wind in Her Hair 1991 鹿毛  | Burghclere                                              | Busted                                                  | Busted           |
| 父 ディープインパクト 2002 鹿毛 | 父の母*ウインドインハーヘア Wind in Her Hair 1991 鹿毛  | Burghclere                                              | Highclere                                               |                  |
| 母 ソーマジック 2005 鹿毛       | 母の父*シンボリクリスエス 1999 黒鹿毛                   | Kris S.                                                 | Roberto                                                 | Roberto          |
| 母 ソーマジック 2005 鹿毛       | 母の父*シンボリクリスエス 1999 黒鹿毛                   | Kris S.                                                 | Sharp Queen                                             |                  |
| 母 ソーマジック 2005 鹿毛       | 母の父*シンボリクリスエス 1999 黒鹿毛                   | Tee Kay                                                 | Gold Meridian                                           | Gold Meridian    |
| 母 ソーマジック 2005 鹿毛       | 母の父*シンボリクリスエス 1999 黒鹿毛                   | Tee Kay                                                 | Tri Argo                                                |                  |
| 母 ソーマジック 2005 鹿毛       | 母の母*スーア Xua 1997 鹿毛                             | Fairy King                                              | Northern Dancer                                         | Northern Dancer  |
| 母 ソーマジック 2005 鹿毛       | 母の母*スーア Xua 1997 鹿毛                             | Fairy King                                              | Fairy Bridge                                            |                  |
| 母 ソーマジック 2005 鹿毛       | 母の母*スーア Xua 1997 鹿毛                             | Bold Starlet                                            | Precocious                                              | Precocious       |
| 母 ソーマジック 2005 鹿毛       | 母の母*スーア Xua 1997 鹿毛                             | Bold Starlet                                            | Cadasi                                                  |                  |
| 母系(F-No.)                     | スーア(IRE)系(FN:16-f)                                  | スーア(IRE)系(FN:16-f)                                  | スーア(IRE)系(FN:16-f)                                  | [ § 3 ]          |
| 5代内の近親交配                 | Hail to Reason 4×5＝9.38％、Northern Dancer 5×4＝9.38％ | Hail to Reason 4×5＝9.38％、Northern Dancer 5×4＝9.38％ | Hail to Reason 4×5＝9.38％、Northern Dancer 5×4＝9.38％ | [ § 4 ]          |
| 出典                            | 1. 2. 3. 4.                                             | 1. 2. 3. 4.                                             | 1. 2. 3. 4.                                             | 1. 2. 3. 4.      |

- 母ソーマジックは2008年アネモネステークス勝ち馬で桜花賞3着。
- 半弟ソーヴァリアント（父オルフェーヴル）は2021年・2022年チャレンジカップ勝ち馬。
- 半妹ソーダズリング（父ハーツクライ）は2024年京都牝馬ステークス勝ち馬[15]。